# Sint-Agneskerk (Egmond aan Zee)
De Sint-Agneskerk is een Nederlands oudkatholiek kerkgebouw aan de Voorstraat in Egmond aan Zee.

## Trivia
Tot 27 november 1741 had Egmond aan Zee een kerk die ook de naam Sint-Agneskerk droeg. Deze kerk echter moest worden prijsgegeven aan de zee door het oprukkende water, en waarvan nog de restanten honderd meter voor de kust van Egmond aan Zee liggen.